# Lubcz (osiedle typu miejskiego)
Lubcz (biał. Любча, Lubcza; ros. Любча, Lubcza) – osiedle typu miejskiego na Białorusi, w obwodzie grodzieńskim, w rejonie nowogródzkim, nad Niemnem, 23 km od Nowogródka. W 2010 roku liczyło ok. 1,2 tys. mieszkańców.
Siedziba parafii prawosławnej pw. św. Proroka Eliasza.

## Historia

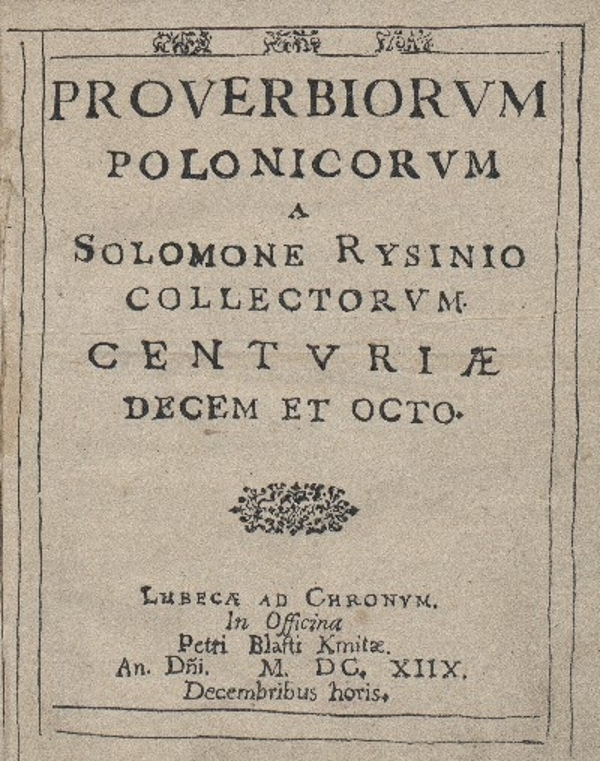
Najstarszy zbiór polskich przysłów Proverbiorum Polonicorum Salomona Rysińskiego po łacinie i po polsku drukowany w Lubczu w 1618

3 maja 1499 Aleksander Jagiellończyk nadał dwór Lubcz podskarbiemu Teodorowi Chreptowiczowi. Miasteczko powstało niedługo przed 1528, na co wskazuje dokument króla Zygmunta Starego wspominający o udzielonym wcześniej przez niego zezwoleniu na prowadzenie targu. W 1528 Lubcz kupił wojewoda Olbracht Gasztołd, a w 1574 Jan Kiszka. Odbywały się tu synody braci polskich. 15 kwietnia 1590 na prośbę Jana Kiszki, król Zygmunt III Waza nadał osadzie prawa miejskie magdeburskie. W 1606 za pośrednictwem Anny z Kiszków Radziwiłłowej miasto stało się własnością rodu Radziwiłłów, którzy byli jego właścicielami do XIX w. Ponowny przywilej nadania praw miejskich wydał król Władysław IV 22 marca 1644. W tym samym roku wymieniono istnienie w mieście 144 posesji. W pierwszej połowie XVII wieku istniała w miasteczku drukarnia radziwiłłowska oraz kalwiński zbór. W 1647 roku istniał most przez Niemen. Miasteczko zostało zniszczone w 1655 przez Kozaków.
Od 1795 w zaborze rosyjskim. W latach 1918–1939 ponownie w granicach Polski. W latach 1941–1944 pod okupacją niemiecką. 
Podczas okupacji hitlerowskiej, we wrześniu 1941 roku Niemcy utworzyli getto dla żydowskich mieszkańców. Przebywało w nim około 1800 osób. Okupanci wywieźli Żydów do getta w Nowogródku i obozu pracy w Worobiewiczach Wielkich i Dworcu. W marcu 1942 roku Niemcy zlikwidowali getto, a pozostałych Żydów zamordowali. 
Od 1945 w ZSRR.
W pobliskim Wojnowie do 1939 roku znajdował się dwór Nargielewiczów.

## Zabytki

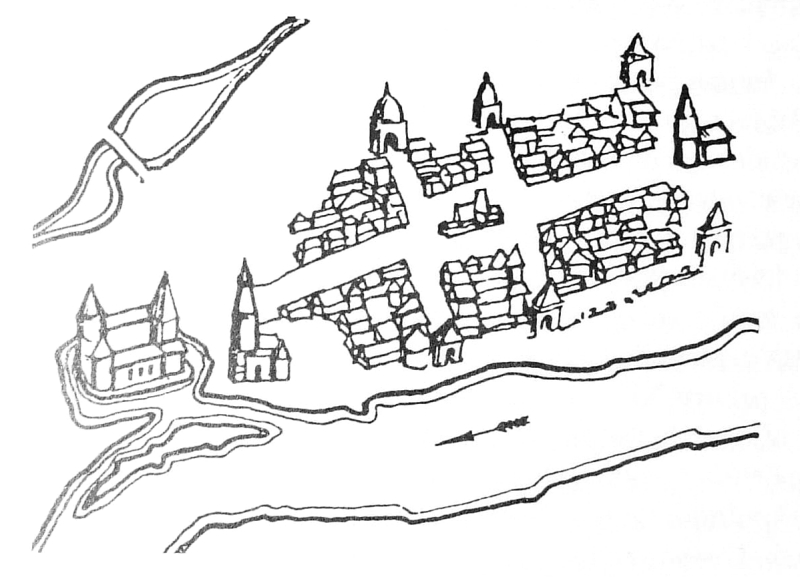
Miasto i zamek w XVII wieku

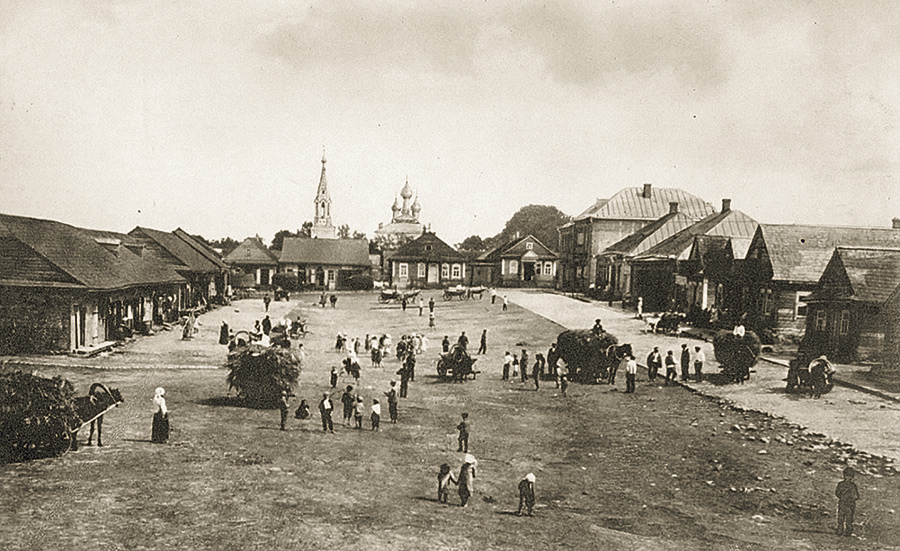
Rynek w pocz. XX wieku

- Zamek z XVI/XVII wieku wzniesiony na skarpie nad rzeką Niemen. Zamek w miejscu dworu zbudował prawdopodobnie Jan Kiszka ok. 1581, a prace budowlane, z uwagi na niejasną sytuację własnościową, były prowadzone do początków XVII w. W 1606 dobra trafiły ponownie w ręce Radziwiłłów (w osobie Krzysztofa II Radziwiłła), których własnością pozostały do początku XIX w. Zamek w pierwszej połowie XVII w. miał plan regularnego czworoboku z czterema wieżami i jednym murowanym skrzydłem. W czasie IV wojny polsko-rosyjskiej w 1655 zamek zniszczyli Kozacy Iwana Zołotareńki. W XVIII w. zamek uległ dalszemu zniszczeniu. Przy wykorzystaniu rozbieranych starych murów, w latach 1864–1870 od strony Niemna, wybudowano pałac neogotycki, który został zniszczony podczas I wojny światowej i częściowo odbudowany w czasach II RP. Po 1945 władze radzieckie przebudowały pałac w stylu klasycystycznym na szkołę.

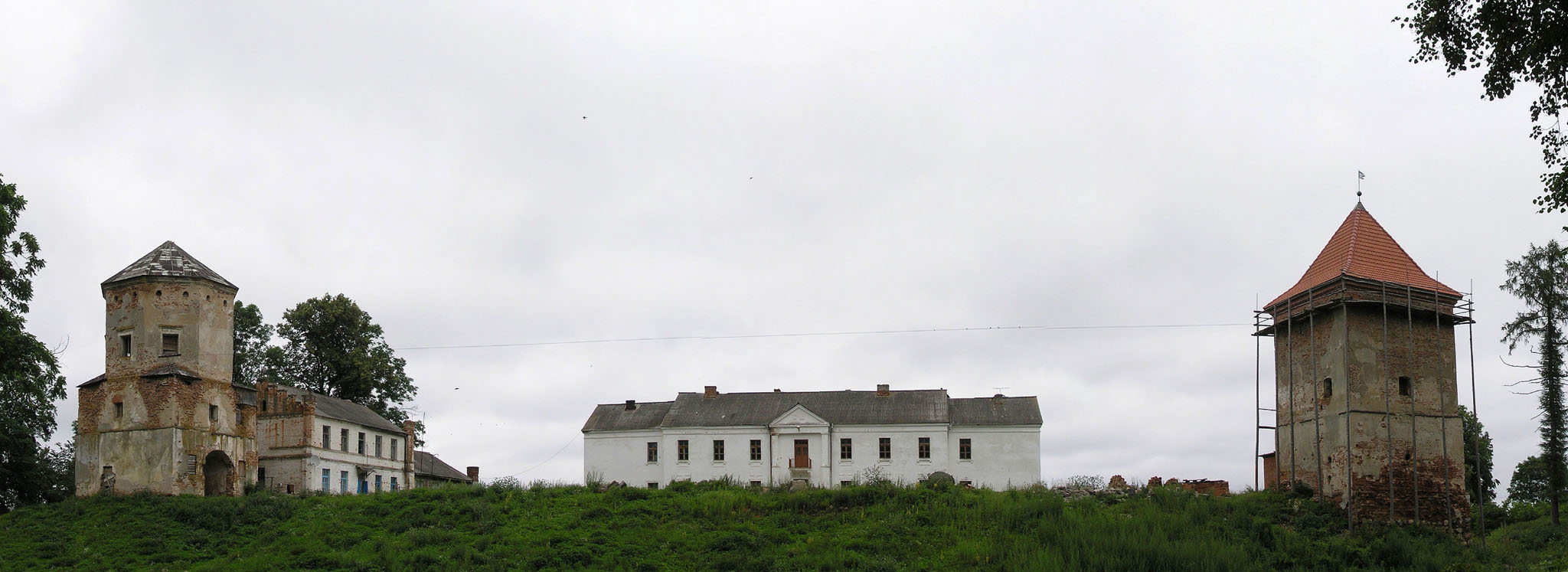
Zamek w Lubczu w 2009

- cerkiew św. Proroka Eliasza z 1910, parafialna
- cmentarz żydowski
- kościół z 1930, rozebrany do fundamentów około 1980 (na jego miejscu dom mieszkalny)

niezachowane:
- Zbór braci polskich z muru pruskiego
- Brama miejska z cegły z muru pruskiego z XVII w. przy ul. Nowogródzkiej
- Brama miejska z cegły z muru pruskiego z XVII w. przy ul. Haczykowskiej
- Drukarnia ariańska z XVII w.